# شبكة شهراد
شبكة شهراد (بالفارسية: شبکه شهراد) هو مزود خدمة الإنترنت إيراني. الاسم الرسمي للشركة هو «شركة شهراد نت المحدودة». وقد تم تأسيس هذه الشركة الخاصة في عام 2006 من خلال توفير خدمات الإنترنت كـADSL وخدمة الطلب الهاتفي للمستخدمين المنزليين في طهران. وفقاً لشركة "NetIndex"، فإن «شركة شهراد نت المحدودة» هي ثاني مزود خدمة إنترنت عالي السرعة في طهران والرابع في إيران.

## منتجات وخدمات
تقدم شبكة شهراد خدمات متنوعة لمستخدمي المنازل والأعمال:
- خدمة ADSL
- خدمات مركز البيانات
- خدمة استضافة الويب
- الإنترنت ذات النطاق العريض
- خدمة الطلب الهاتفي
- الإنترنت اللاسلكي (محدود)

## وصلات خارجية
- الموقع الرسمي